# آلبرتو بلانکو (وزنه‌بردار)
آلبرتو بلانکو (اسپانیایی: Alberto Blanco‎؛ زادهٔ ۱۷ فوریهٔ ۱۹۵۰) وزنه‌بردار اهل کوبا بود.
وی در مسابقات کشوری و بین‌المللی در مجموع برندهٔ ۱ مدال طلا، ۴ مدال برنز شده‌است.